# 国家铁路局
国家铁路局，是中华人民共和国国务院负责全国铁路运输监管工作的国务院部委管理的国家局，现由交通运输部管理。
国家铁路局主要负责拟订铁路技术标准，监督管理铁路安全生产、运输服务质量和铁路工程质量等工作。

## 沿革
1949年10月1日，根据9月27日中国人民政治协商会议第一届全体会议通过的《中华人民共和国中央人民政府组织法》第十八条的规定，撤销中央军委铁道部，设立中央人民政府铁道部。铁道部成立初期设22个部、局、室、处，铁道部机关职工2034人。
1954年9月，第一届全国人民代表大会第一次会议在北京召开，会议通过了《中华人民共和国宪法》和《中华人民共和国国务院组织法》，成立中华人民共和国国务院。根据国务院《关于设立、调整中央和地方国家机关及有关事项的通知》，中央人民政府铁道部即告结束。国务院按照《国务院组织法》的规定，将原中央人民政府铁道部改为中华人民共和国铁道部，作为国务院组成部门。
文化大革命爆发后，铁道部一度被造反派夺权。1967年1月28日，国务院决定成立铁道部临时业务监督小组，处理铁道部日常工作。同年5月31日，铁道部实施军管，铁道部军事管制委员会设政工组、生产组、后勤组、办事组。
1970年6月，铁道部与交通部、邮电部合并成立新的交通部，交通部内设政工组、运输组、办事组、计划基建组。
1975年，经中央批准，恢复独立建制，重新组建中华人民共和国铁道部。铁道部设办公室、运输局、机车车辆局、工电局、工业局、基建局、计划统计局、物资局、财务局、人事局、公安局、外事局、安全监察委员会、科技委员会共14个内设机构。1982年底，铁道部内设机构扩编为21个，即办公厅和18个局、3个办公室。
1983年10月1日，中国人民解放军铁道兵移交铁道部，转为企业编制。1988年，在国务院机构改革中，保留铁道部，将铁道部内设机构调整为24个，即办公厅、11个司、6个局、6个政工机构和老干部局。同时由监察部、审计署派驻监察、审计机构。
1993年，国务院决定将铁道部内设机构缩减为22个，部机关设置办公厅、10个司、6个局、5个政工机构和离退休干部局。1998年，国务院宣布逐步实施铁路政企分开，明确界定政府管理职能、社会管理职能、企业管理职能。铁道部内设机构精简为16个，即办公厅、9个司、2个局、4个政工机构和离退休干部局。
2013年2月26日至28日召开的中国共产党第十八届中央委员会第二次全体会议审议通过《国务院机构改革和职能转变方案》，建议国务院将这个方案提交第十二届全国人民代表大会第一次会议审议。
2013年3月10日，国务委员兼国务院秘书长马凯受国务院委托，向第十二届全国人民代表大会第一次会议第三次全体会议作关于《国务院机构改革和职能转变方案》的说明。该方案提及：“组建国家铁路局，由交通运输部管理，承担铁道部的其他行政职责；组建中国铁路总公司，承担铁道部的企业职责，不再保留铁道部。”
2013年3月14日，第十二届全国人民代表大会第一次会议表决通过《国务院机构改革和职能转变方案》，规定“组建国家铁路局，由交通运输部管理，承担铁道部的其他行政职责，负责拟订铁路技术标准，监督管理铁路安全生产、运输服务质量和铁路工程质量等。”
2013年3月19日，原铁道部副部长陆东福被任命为国家铁路局局长，兼任交通运输部副部长。2013年3月21日，国务院办公厅发出《国务院办公厅关于印发国家铁路局主要职责内设机构和人员编制规定的通知》（国办发〔2013〕21号）。2013年7月11日，原铁道部的公务员完成分流，国家铁路局召开第一次干部大会，开始边组建、边履职。2013年12月28日，国家铁路局迁入北京市复兴路9号（原北京铁路局所在地）办公。2014年1月6日，国家铁路局召开组建后的第一次工作会议，国家铁路局政府网站开通。

## 职责
根据《国家铁路局主要职责内设机构和人员编制规定》，国家铁路局承担下列职能：
1. 起草铁路监督管理的法律法规、规章草案，参与研究铁路发展规划、政策和体制改革工作，组织拟订铁路技术标准并监督实施。
2. 负责铁路安全生产监督管理，制定铁路运输安全、工程质量安全和设备质量安全监督管理办法并组织实施，组织实施依法设定的行政许可。组织或参与铁路生产安全事故调查处理。
3. 负责拟订规范铁路运输和工程建设市场秩序政策措施并组织实施，监督铁路运输服务质量和铁路企业承担国家规定的公益性运输任务情况。
4. 负责组织监测分析铁路运行情况，开展铁路行业统计工作。
5. 负责开展铁路的政府间有关国际交流与合作。
6. 承办国务院及交通运输部交办的其他事项。

## 机构设置
根据《国家铁路局主要职责内设机构和人员编制规定》，国家铁路局内设机构为副司局级。同时设7个地区铁路监督管理局。国家铁路局设置下列机构：

### 内设机构
- 综合司（外事司）
- 科技与法制司
- 安全监察司
- 运输监督管理司
- 工程监督管理司
- 设备监督管理司
- 机关党委（人事司）

### 派出机构
- 沈阳铁路监督管理局[註 2]
- 上海铁路监督管理局[註 3]
- 广州铁路监督管理局[註 4]
- 成都铁路监督管理局[註 5]
- 武汉铁路监督管理局[註 6]
- 西安铁路监督管理局[註 7]
- 兰州铁路监督管理局[註 8]

国家铁路局安全监察司下设北京铁路督察处（国家铁路局北京铁路督察室），监管中国铁路北京局集团有限公司。
驻外机构
- 国家铁路局派驻铁路合作组织委员会工作组

### 直属事业单位
- 信息中心
- 安全技术中心
- 装备技术中心
- 工程质量监督中心
- 市场监测评价中心
- 规划与标准研究院
- 机关服务中心

## 历任领导
| 局长 1. 陆东福（2013年3月19日－2016年10月16日，交通运输部副部长兼） 2. 杨宇栋（2016年12月11日－2018年12月，交通运输部副部长兼） 3. 刘振芳（2019年11月－2022年7月） 4. 费东斌（2022年10月－2025年6月） 副局长 - 陈兰华（2013年4月18日－2015年11月5日） - 傅选义（2013年4月18日－2015年11月5日） - 朱望瑜（2013年4月18日－2016年7月4日） - 于春孝（2015年10月21日－2020年8月12日） - 刘克强（2015年11月19日－2023年3月10日） - 苏全利（2016年7月4日－2020年7月20日） - 安路生（2018年9月29日－） - 吴德金（2020年7月20日－） - 郑宏波（2020年8月12日－） - 王启铭（2023年3月10日－） | 党组书记 1. 陆东福（2013年3月19日－2016年10月） 2. 杨宇栋（2016年12月－2018年12月） 3. 刘振芳（2019年11月－2022年7月） 4. 费东斌（2022年9月－2025年6月） 5. 宋修德（2025年8月－） 中央纪委驻国家铁路局纪检组组长 1. 钟华（2013年4月－2016年2月） 总工程师 1. 赵果情（2013年5月－？） 2. 严贺祥（2017年11月－2021年8月） 3. 白晓春（2022年7月－2023年？月） 4. 田军（2023年10月－） 安全总监 …… - 高文（2023年10月－） |

## 外部連結
- 国家铁路局（页面存档备份，存于）

| 国务院部委管理的国家局      | 国务院部委管理的国家局                   | 国务院部委管理的国家局 |
| --------------------------- | ---------------------------------------- | ---------------------- |
| 前任： 中华人民共和国铁道部 | 国务院铁路行政主管部门 2013年3月19日至今 | 現任                   |